# توماس كيلغور شيروود
توماس كيلغور شيروود (بالإنجليزية: Thomas Kilgore Sherwood) هو مهندس أمريكي، ولد في 25 يوليو 1903 في كولومبوس في الولايات المتحدة، وتوفي في 14 يناير 1976.